# Bothriaster primigenius
Bothriaster primigenius är en sjöstjärneart som beskrevs av Doderlein 1916. Bothriaster primigenius ingår i släktet Bothriaster och familjen Oreasteridae. Inga underarter finns listade i Catalogue of Life.